# Бауэр, Клемен
Кле́мен Ба́уэр (словен. Klemen Bauer; род. 9 января 1986, Любляна) — словенский биатлонист, серебряный призёр чемпионата мира 2012 в смешанной эстафете. Завершил карьеру, в 2022 году
Биатлоном Клемен Бауэр начал заниматься с 1996 года.

## Карьера

### Юниорская
На юниорском уровне Бауэр собрал множество медалей чемпионатов мира и Европы. В 2004 году на мировом первенстве в Оте-Марьен он выиграл две бронзы (в индивидуальной и эстафетной гонках), а также был вторым в спринте. Континентальное первенство в Минске принёс Клемену «серебро» в индивидуальной гонке и «бронзу» в эстафете. В 2005 году Бауэр увёз с чемпионата мира, проходившего в Контиолахти, серебряную медаль за спринт, а с новосибирского чемпионата Европы — «серебро» за эстафету.

### Взрослая
4 января 2006 года Бауэр дебютировал в Кубке мира, показав в составе эстафетной команды Словении 13-й результат. 7 января он дебютировал в личной гонке, закончив спринт с 80-м временем. Не имея других стартов в элитных соревнованиях, Клемен через месяц отправился на Олимпийские игры в Турин, где выступил в индивидуальной гонке (60-е место), спринте (69-е) и эстафете (10-е). На последовавшем лангдорфском чемпионате Европы 2006 года Бауэр выступал в юниорской программе, выиграв «бронзу» в спринте и «серебро» в преследовании.
В 2007 году на последнем для себя юниорском чемпионате мира в Мартелло Бауэр завоевал бронзовую медаль в индивидуальной гонке. На взрослом чемпионате мира того года смешанная эстафетная команда словенцев остановилась в шаге от пьедестала, однако проигрыш третьему месту составил 32,7 секунды.
Свой лучший результат Клемен Бауэр установил в спринтерской гонке на Олимпийских игра в Ванкувере — 4-е место, с отставанием 17.4 секунды от лидера гонки. Промах на последнем рубеже отделил Клемена не только от победы, но и от медали.
На чемпионате мира в Рупольдинге выиграл серебряную медаль в смешанной эстафете.

## Кубок мира
- 2006—2007 — 52-е место (44 очка)
- 2007—2008 — 44-е место (82 очка)
- 2008—2009 — 50-е место (133 очка)
- 2009—2010 — 20-е место (396 очков)
- 2010—2011 — 32-е место (288 очков)
- 2011—2012 — 30-е место (279 очков)
- 2012—2013 — 37-е место (228 очков)
- 2013—2014 — 33-е место (244 очка)
- 2014—2015 — 44-е место (136 очков)
- 2015—2016 — 52-е место (105 очков)
- 2016—2017— 42-е место (177 очков)
- 2017—2018 — 39-е место (135 очков)
- 2018—2019 — 49-е место (105 очков)
- 2019—2020 — 51-е место (82 очка)
- 2020—2021 — 79-е место (17 очков)

### Участие в Олимпийских играх
| Год  | Место проведения | Спринт | Гонка преследования | Индивидуальная гонка | Масс-старт | Эстафета | Смешанная эстафета |
| ---- | ---------------- | ------ | ------------------- | -------------------- | ---------- | -------- | ------------------ |
| 2006 | Турин            | 69     | —                   | 61                   | —          | 10       | N/A                |
| 2010 | Ванкувер         | 4      | 9                   | 32                   | 28         | 17       | N/A                |
| 2014 | Сочи             | 26     | 24                  | 52                   | —          | 6        | —                  |
| 2018 | Пхёнчхан         | 26     | 24                  | 15                   | 20         | 10       | 14                 |

### Чемпионаты мира
| Год  | Место проведения     | Спринт                                             | Гонка преследования                                | Индивидуальная гонка                               | Масс-старт                                         | Эстафета                                           | Смешанная эстафета | Сингл-микст |
| ---- | -------------------- | -------------------------------------------------- | -------------------------------------------------- | -------------------------------------------------- | -------------------------------------------------- | -------------------------------------------------- | ------------------ | ----------- |
| 2006 | Поклюка              | гонки не проводились в связи с Олимпийскими играми | гонки не проводились в связи с Олимпийскими играми | гонки не проводились в связи с Олимпийскими играми | гонки не проводились в связи с Олимпийскими играми | гонки не проводились в связи с Олимпийскими играми | 5                  | N/A         |
| 2007 | Антхольц-Антерсельва | 31                                                 | 45                                                 | 79                                                 | —                                                  | 19                                                 | 4                  | N/A         |
| 2008 | Эстерсунд            | 59                                                 | 44                                                 | 64                                                 | —                                                  | 19                                                 | 9                  | N/A         |
| 2009 | Пхёнчхан             | 13                                                 | 11                                                 | 53                                                 | 14                                                 | 15                                                 | 12                 | N/A         |
| 2010 | Ханты-Мансийск       | гонки не проводились в связи с Олимпийскими играми | гонки не проводились в связи с Олимпийскими играми | гонки не проводились в связи с Олимпийскими играми | гонки не проводились в связи с Олимпийскими играми | гонки не проводились в связи с Олимпийскими играми | 10                 | N/A         |
| 2011 | Ханты-Мансийск       | 15                                                 | 34                                                 | 40                                                 | 19                                                 | 8                                                  | 16                 | N/A         |
| 2012 | Рупольдинг           | 44                                                 | 32                                                 | 5                                                  | 21                                                 | 14                                                 | Серебро            | N/A         |
| 2013 | Нове-Место           | 21                                                 | 24                                                 | —                                                  | 26                                                 | 13                                                 | 5                  | N/A         |
| 2015 | Контиолахти          | 47                                                 | 39                                                 | 23                                                 | —                                                  | 8                                                  | 15                 | N/A         |
| 2016 | Осло                 | 50                                                 | 56                                                 | —                                                  | —                                                  | 17                                                 | 13                 | N/A         |
| 2017 | Хохфильцен           | 33                                                 | 16                                                 | 88                                                 | 17                                                 | 18                                                 | 18                 | N/A         |
| 2019 | Эстерсунд            | 17                                                 | 36                                                 | 46                                                 | —                                                  | 5                                                  | 25                 | —           |
| 2020 | Антхольц-Антерсельва | 87                                                 | —                                                  | 33                                                 | —                                                  | 5                                                  | 23                 | —           |
| 2021 | Поклюка              | 54                                                 | LAP                                                | —                                                  | —                                                  | —                                                  | 16                 | —           |